# 黎雅君
黎雅君（1993年4月27日—），中华人民共和国女子举重队运动员，广东省惠州市龙门县铁岗人。2013年中华人民共和国第十二届全国运动会举重女子53级中以105公斤的成绩打破中国纪录。2016年里約奧運與台灣好手許淑淨爭奪金牌，最終以挺舉三次試舉皆失敗收場。